# 히라타 쿠미
히라타 쿠미(平田クミ 히라타 구미[*])는 일본의 재즈 음악가이다.

## 음반 목록
- 1st 앨범 〈Grow〉
- 1st 싱글 〈Ai Ai 愛〉
- 2nd 앨범 〈Sunshine〉